# مكياج دائم
المكياج الدائم هو تقنية تجميلية تستخدم الوشم (تصبغ دائم للأدمة) كوسيلة لإنتاج تصميمات تشبه المكياج، مثل: كحل العين وألوان التعزيز الدائمة الأخرى لبشرة الوجه والشفاه والجفون. كما أنها تستخدم لإنتاج حواجب اصطناعية، خاصة في الأشخاص الذين فقدوها نتيجة الشيخوخة أو المرض، مثل: داء الثعلبة الكلي أو العلاج الكيميائي أو الاضطراب الوراثي، وإخفاء الندوب والبقع البيضاء في الجلد مثل البهاق، كما أنها تستخدم لاستعادة أو تعزيز هالة الثدي ما بعد جراحة الثدي.

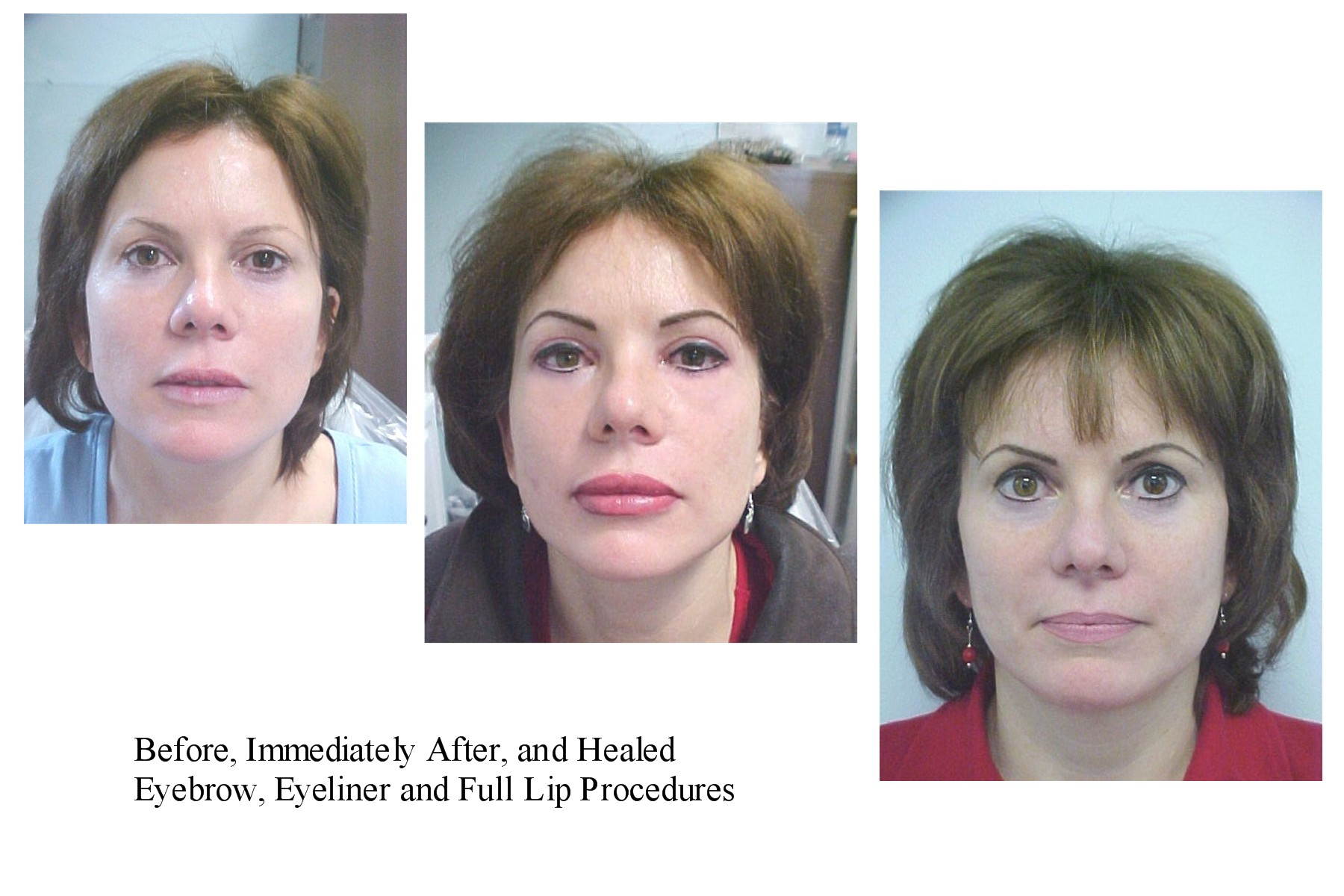
الماكياج الدائم: قبل وبعد الإجراء مباشرةً - إجراء الحاجب وكحل العين والشفاه

غالبًا ما تسمى مستحضرات التجميل الدائمة، وله أسماء أخرى مثل: إزالة الجلد، التصبغ الدقيق، والوشم التجميلي. الاسم الأخير هو الأنسب حيث يتم تطبيق الماكياج الدائم في ظروف معقمة مماثلة لظروف الوشم. وفي الولايات المتحدة، تخضع الأحبار المستخدمة في الماكياج الدائم للموافقة على استخدامها كمواد تجميل من قبل إدارة الغذاء والدواء، والأصباغ المستخدمة في الأحبارهي إضافات ملونة تخضع للموافقة بموجب قانون الغذاء والدواء ومستحضرات التجميل الفيدرالية. ومع ذلك، وبسبب أولويات الصحة العامة في الولايات المتحدة والافتقار السابق إلى أدلة على مشاكل السلامة المرتبطة على وجه التحديد بهذه الأصباغ، لم تمارس إدارة الأغذية والأدوية (FDA) السلطة التنظيمية لإضافة الألوان على الأصباغ المستخدمة في أحبار الوشم.

## تاريخ المكياج الدائم
تم إجراء أول علاج دائم للمكياج من قبل فنان الوشم الشهير في المملكة المتحدة ساذرلاند ماكدونالد في عام 1902 في صالونه الواقع في لندن، وهو علاج للحصول على بشرة وردية حساسة على الخدين لمدة عام، وفي عام 1920م أصبحت هذه بدعة في لندن ووصلت إلى باقي دول العالم، وأصبحت شعبية في الولايات المتحدة الأمريكية.
فنان الوشم جورج هو مطور رئيسي لهذه التقنية عندما أصبحت منتشرة في العام 1930م، ووصف في مذكراته كيف أن صالونات التجميل وشمت العديد من النساء دون علمهم كعلاج للبشرة عن طريق حقن الأصباغ النباتية تحت الطبقة العليا من الجلد."

## نتائج المكياج الدائم

### النتائج طويلة المدى
يمكن أن تبقى أفضل نتائج الألوان الممكنة لسنوات عديدة وقد تبدأ في التلاشي بمرور الوقت، مقدار الوقت المطلوب لذلك يعتمد على الشخص، بينما تبقى صبغة المكياج الدائمة في الأدمة، قد يتأثر جمالها بعدة عوامل محتملة بما في ذلك العوامل البيئية والفردية. مثل: التعرض للشمس حيث يعمل على تلاشي اللون كما ويمكن أن يؤثر مقدار ولون الرواسب الصبغية على الجلد على طول الوقت الذي يبدو فيه المكياج الدائم في أفضل حالاته.
تشمل التأثيرات الفردية أنماط الحياة التي يعيشها كل فرد، كما وتعتبر درجات لون البشرة عاملاً في تغيرات درجات اللون بمرور الوقت.

### العيوب
هناك حالات من النتائج غير المرغوب فيها.

## آثار سلبية ومضاعفات
تقرحات والعدوى المحلية. قد يؤدي استخدام أدوات الوشم غير المعقمة إلى إصابة المريض بأمراض خطيرة مثل: فيروس نقص المناعة البشرية والتهاب الكبد. قد تنشأ مشاكل إزالة أيضا، بسبب عدم رضا المريض أو شعوره بالندم وقد يكون من الصعب جداً إزالته في أماكن مثل: الجفون والشفاه دون ترك آثار دائمة، ويجب الامتثال 'للاحتياطات القياسية' وينبغي أن يكون على قانون موحد لممارسة آمنة على الشخص الذي يفكر في خضوعه لعملية الوشم التجميلي.
من الضروري أن يستخدم الفنيون معدات الوقاية الشخصية المناسبة لحماية صحة الفني والعميل، ولا سيما في مجال منع انتقال مسببات الأمراض المنقولة بالدم.
ومن الضروري أيضًا أن يتم تدريب الفنيين بشكل صحيح على استخدام الصبغة في الجلد لتجنب الأضرار، حيث يمكن لأصباغ الوشم أن تسبب الأضرار عندما يفرط الفني في وضعها عند منطقة ما، خاصة حول العين حيث يمكن أن تؤدي إلى نزيف في الأنسجة المحيطة، ويمكن تجنب ذلك بشكل عام من خلال عدم الإفراط في عمل الأنسجة المتورمة، يعد فهم الحاجة إلى تقليل التورم والتعرف على نقطة التوقف أمرًا بالغ الأهمية للتطبيق الناجح لعملية الوشم التجميلي.
وفي حالات نادرة جدا، يعاني الأشخاص الذين لديهم مكياج دائم من تورم أو حرق في المناطق المصابة ويتبين ذلك عند الخضوع للتصوير بالرنين المغناطيسي.
ومع ذلك، فإن المراجعة التفصيلية في الأدبيات الطبية للحالات التي تتضمن وشمًا تجميليًا تشير إلى أن الصبغات ذات الجودة الرديئة والأصباغ المغشوشة بالمعادن الثقيلة والأصباغ ذات الخصائص المغناطيسية قد تكون العوامل المسببة في معظم هذه الحالات.
وغالبا ما يستخدم التخدير الموضعي من قبل الفنيين قبل الوشم التجميلي وهناك احتمال للآثار السلبية إذا لم يتم استخدام التخدير الموضعي بأمان، وفي عام 2013م، نشرت رابطة الصناعة الدولية موقفًا مفصلاً واحتياطات السلامة العامة للصناعة بأكملها.
أسباب تغيير اللون بعد الوشوم التجميلية هي معقدة ومتنوعة، كما نوقش في مقالة الصناعة التفصيلية «لماذا يتغير لون الوشم التجميلي»، وفي المقام الأول هناك أربعة مجالات رئيسية لها تأثيرعلى إمكانية تغيير الوشم التجميلي للون وهي:
1. العوامل المتعلقة بخصائص الأصباغ.
2. العوامل المتعلقة بأساليب وتقنيات الوشم.
3. العوامل الجوهرية للعميل.
4. العوامل المتعلقة بـ بيئة العميل والأدوية.

## أمثلة

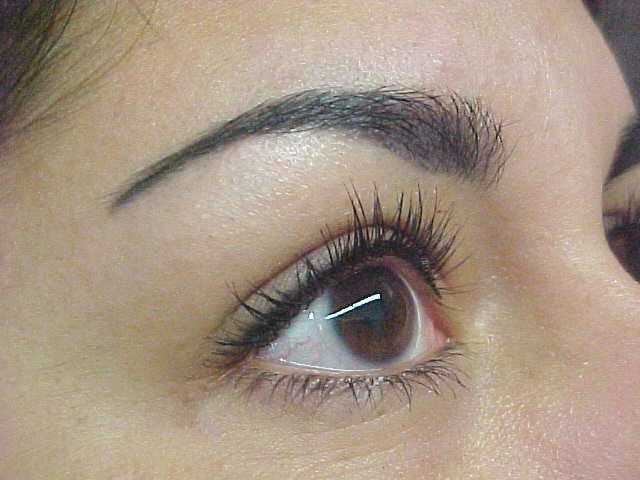
وشم حواجب وكحل علوي بشكل دائم

وشم الحواجب هو مثال على تقنية «البودرة المملوءة» ففي هذه الحالة يكون لدى العميل شعر حاجب ولكنه ببساطة يريد التحسين والتغيير، يومثل الكحل العلوي وشمًا رقيقًا، ويوجد هناك أيضاً وإجراء «تعزيز الرموش» الذي يُستخدم لتحديد العين دون جعلها تبدو مكبرة بشكل مفرط.

## روابط خارجية
- FDA: Tattoos and Permanent Makeup
- FDA: Think Before You Ink – Are Tattoos Saf
- Paola Piccinini, Laura Contor, Ivana Bianchi, Chiara Senaldi, Sazan Pakalin: Safety of tattoos and permanent make-up, Joint Research Centre, 2016, ISBN 978-92-79-58783-2, doi:10.2788/011817.